# Türkenkaserne

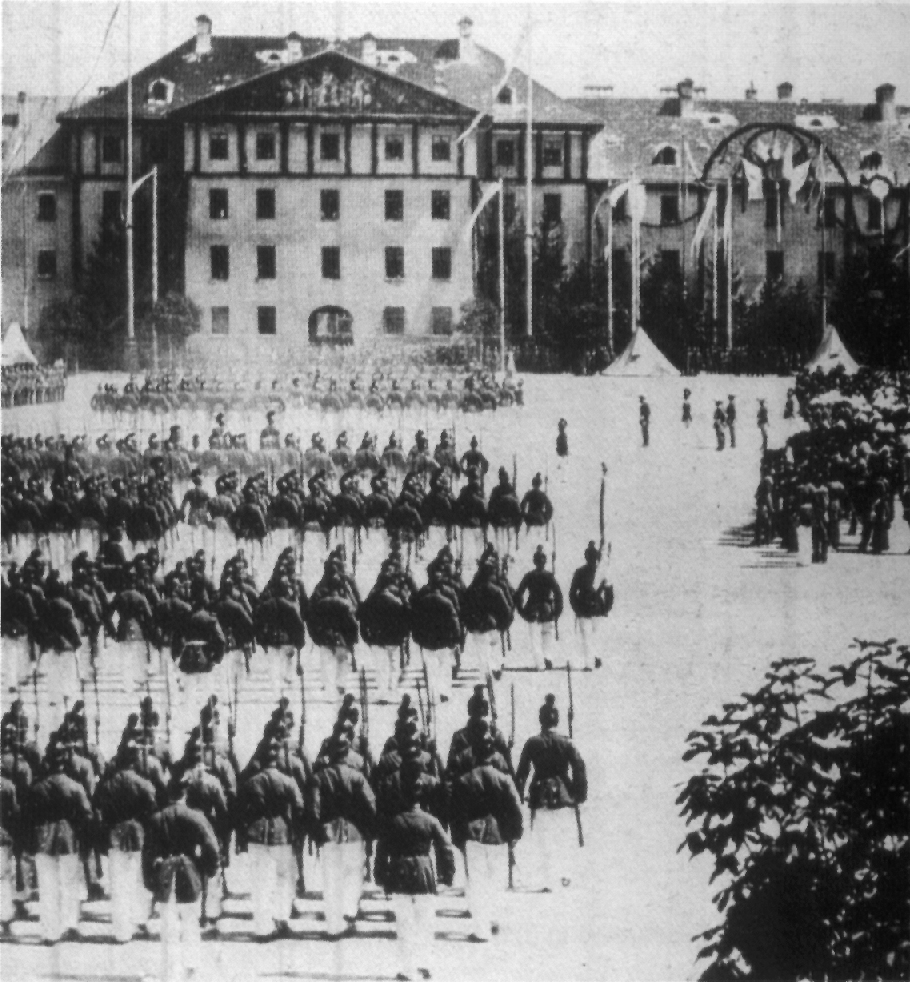
La parata del Türkenkaserne durante una sfilata del 2 ° reggimento di fanteria "Kronprinz" nel 1882

La Türkenkaserne (o Neue Infanteriekaserne am Türkengraben und Prinz-Arnulf-Kaserne) era una caserma dell'esercito bavarese, situata nei pressi del quartiere Maxvorstadt della città tedesca di Monaco.

## Storia

### 1826-1918
Le caserme furono occupate dal Reggimento dei Bagnini di Fanteria Bavarese Reale fino al 1918, e poi dal 2 ° Reggimento di fanteria della linea "Kronprinz". Dal 1890 altri due reggimenti furono alloggiati nelle nuove caserme. Un'altra ala fu aggiunta nel 1872-73, seguita da una "Exerzierhaus" o ginnasio nel 1886. Durante la Rivoluzione del 1918 i soldati chiusero la caserma sotto gli ordini di Kurt Eisner.

### Demolizione
La polizia di stato bavarese ha rilevato la caserma nel 1920, ma sono tornati all'uso militare sotto il dominio nazista. La caserma durante la seconda guerra mondiale fu parzialmente danneggiata dai bombardamenti. Il complesso fu successivamente quasi completamente demolito, lasciando solo il Türkentor. La Pinakothek der Moderne, il Museo Brandhorst e il Mineralogische Staatssammlung ora si ergono sull'ex sito delle caserme.